# Chichester Dam
Chichester Dam är en dammbyggnad i Australien. Den ligger i kommunen Dungog och delstaten New South Wales, i den sydöstra delen av landet, omkring 190 kilometer norr om delstatshuvudstaden Sydney. Chichester Dam ligger 282 meter över havet.
Runt Chichester Dam är det mycket glesbefolkat, med 4 invånare per kvadratkilometer.. Närmaste större samhälle är Dungog, omkring 20 kilometer söder om Chichester Dam. 
I omgivningarna runt Chichester Dam växer i huvudsak städsegrön lövskog. Genomsnittlig årsnederbörd är 1 297 millimeter. Den regnigaste månaden är februari, med i genomsnitt 236 mm nederbörd, och den torraste är september, med 45 mm nederbörd.